# Abie Rotenberg
Pour l’article homonyme, voir Rotenberg.
Avraham Yom Tov Rotenberg dit Abie Rotenberg (en hébreu אברהם יום טוב רוטנברג ; né à Toronto) est un compositeur et chanteur juif orthodoxe canadien, qui grandit dans le quartier de Queens à New York. Sa carrière débute au milieu des années 1970 et elle continue.
Parmi ses compositions les plus connues, Hamalach Hagoel (l'ange qui m'a délivré), basé sur Genèse 48, verset 16,.

## Biographie
Abie Rotenberg, est né à Toronto, Canada. Il passe sa jeunesse dans le quartier de Queens à New York.

## Œuvres
- (en) The Season of Pepsi Meyers, Feldheim Publishers, 2015 (Fiction)
- (en) The Place where I Belong.  (ISBN 0935063439),  (ISBN 9780935063431)[6]
- (en) Eliyahu Hanavi. The prophet through the prism of Tanach, Talmud and Midrash. ArtScroll / Mesorah, New York, 2016 (ISBN 1422618234 et 9781422618233)[7]

## Discographie
- D'veykus: Volumes 1-6
- Journeys: Volumes 1-4
- Lev VeNefesh: Volumes 1 & 2
- The Golden Crown
- The Lost Treasure
- Aish: Volumes 1 & 2
- A Time to Laugh
- The Marvelous Middos Machine: Volumes 1-4
- Kol Salonika
- The Place Where I Belong
- Shlomo Carlebach and the Children of Israel sing Ani Maamin (arrangement vocal)

## Chansons
- (en) Mama Rochel[8]
- (en) It's Time To Say Good Shabbos[9]
- (he) Acheinu[10]
- (en) Country Boy[11]
- (en) Rebbe of Lublin[12]
- (he) U'vnei[13]